# Birgerus Joannis Kylander
Birgerus Joannis Kylander, död 1631 i Tyskland, var en svensk präst och lektor i Linköping. 

## Biografi
Kylander var son till en bonde i Gammalkils socken. Han blev 1607 student vid Uppsala universitet. Han reste efter studierna utomlands och blev magister (troligen vid Wittenbergs universitet). 19 december 1618 prästvigdes Kylander. 1623 blev han konrektor vid Trivialskolan i Linköping. 1628 blev han lektor i filosofi vid Linköpings gymnasium. Han tog avsked 1630 och blev krigspräst. Han begav sig ut på en resa till Tyskland och avled där 1631.